# Děčín
Děčín  (alemão: Tetschen) é uma grande cidade na região de Ústí nad Labem, na República Tcheca.
Bem próxima da fronteira com a Alemanha, não muito distante de Dresden e a 83 minutos do nordeste de Praga por trem, Děčín está na rota de comércio entre a República Tcheca  e a Alemanha. O transporte de cargas rodoviário, ferroviário e fluvial todo passa através da cidade, além de ser a confluência dos rios Labe (Elba) e Ploučnice. Děčín é atualmente formada por duas cidades, uma de cada lado do rio Labe; a cidade velha de Děčín está à margem direita, e à margem esquerda está Podmokly (em alemão: Bodenbach) que tornou-se parte da cidade em 1942. Děčín é também o nome do distrito no qual a cidade é a maior área urbana.